# Ингузет (приток Чачамги)
Ингузет (южноселькупск. Ибес Кы) — река в России, протекает по Томской области. Устье реки находится в 40 км по левому берегу реки Чачамга. Длина реки составляет 125 км, площадь водосборного бассейна 1490 км².

## Притоки
- Язевка пр
- 64 км: Чёрная пр
- Чёрная лв
- 76 км: Муосоки пр
- Малый Ингузет лв

## Данные водного реестра
По данным государственного водного реестра России относится к Верхнеобскому бассейновому округу, водохозяйственный участок реки — Кеть, речной подбассейн реки — бассейн притоков (Верхней) Оби от Чулыма до Кети. Речной бассейн реки — (Верхняя) Обь до впадения Иртыша.